# Liste des ducs de Naples
Les ducs de Naples sont les commandants militaires du ducatus Neapolitanus, un poste avancé de l'Empire byzantin en Italie du Sud, après l'arrivée des Lombards et des Sarrasins. En 661, Constant II, qui montre beaucoup d'intérêt pour les affaires italiennes (il installe un temps sa capitale à Syracuse), nomme dux ou magister militum, Basile. À sa suite une lignée de ducs, devenus autonomes et héréditaires à partir du milieu du IXe siècle, se succèdent jusqu'à l'arrivée des Normands, une nouvelle menace à laquelle ils ne survivront pas. Le trente-neuvième et dernier duc, Serge VII, capitule en 1137 et Naples est intégré au royaume de Sicile de Roger II.

## Ducs nommés par les Byzantins
- 661–666 Basile
- 666–670 Théophylacte Ier
- 670–673 Cosme
- 673–677 André
- 677–684 César Ier
- 684–687 Étienne Ier
- 687–696 Bonello
- 696–706 Théodose
- 706–711 César II
- 711–719 Jean Ier, dit de Cumes
- 719–729 Théodore Ier
- 729–739 Georges
- 739–755 Grégoire Ier
- 755–766 Étienne II
- 767–794 Grégoire II
- 794–801 Théophylacte II
- 801–c.818 Antimus
  - c.818–821 Theoctiste (Magister militum)
  - 821  Théodore II (Protospathaire)
- 821–832 Étienne III
- 832–834 Bonus
- 834 Léon
- 834–840 André II
- 840 Contard

## Ducs héréditaires
Ceux-ci sont plus indépendants que leurs prédécesseurs et ne sont pas choisis par les empereurs, mais les descendants de Serge Ier, qui est élu par les citoyens.

### Dynastie desSergi
- 840-864/865 Serge Ier
- 850–870 Grégoire III, son fils ;
- 870–877/878 Serge II, son fils ;
- 877/878–898 Athanase (II), son frère, évêque de Naples en (875) ;
- 898–c.915 Grégoire IV, fils de Marin, son cousin ;
- 915–919 Jean II, son fils ;
- 919–928 Marinus Ier son fils ;
- 928–968/969 Jean III  son fils ;
- 968/969–992/997 Marinus II son fils ;
- 992–997/999 Serge III son fils ;
- 997/999–1002 Jean IV son fils ;
- 1002–c.1036 Serge IV
  - 1027–1029/1030 La ville est sous le contrôle de Pandolf IV, prince de Capoue
- c.1036–1053 Jean V
- 1053-1074 Serge V
- >1074–1107 Serge VI son neveu associé en 1067 ;
- 1107–1120/1123 Jean VI
- 1120/1123–1137 Serge VII
- vacance du pouvoir
- 1139-1144 Alphonse de Capoue, est élu par les Napolitains pour succéder à Serge et Naples devient une possession normande.

## Sources
- (en) Cet article est partiellement ou en totalité issu de l’article de Wikipédia en anglais intitulé « Duke of Naples » (voir la liste des auteurs).